# Волдырь

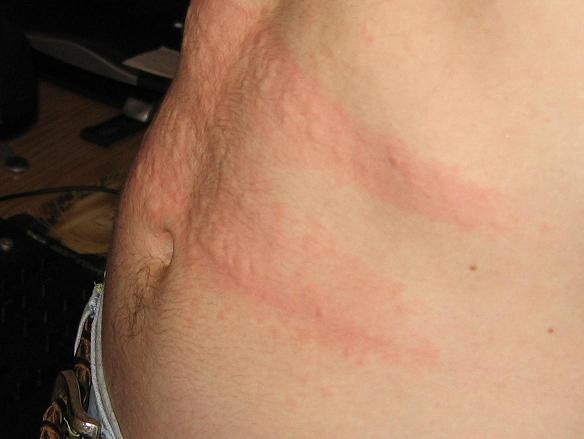
Волдыри при крапивнице

Волды́рь (лат. urtica) — первичный бесполостной элемент, возникающий в результате ограниченного остро-воспалительного отёка сосочкового слоя дермы. Отличается эфемерностью (существует не более нескольких часов), исчезает бесследно. Возникает как аллергическая реакция на эндо- и экзогенные раздражители. Наблюдается при укусах насекомых, крапивнице и токсидермиях.
Волдыри имеют круглую или неправильную форму. Клинически — плотные, возвышающиеся участки кожи, розового цвета, неправильных очертаний. Сопровождаются зудом и жжением. Характерно внезапное, почти мгновенное возникновение, кратковременное (несколько минут или часов) существование и быстрое бесследное исчезновение.
Распространена ошибка считать пузыри, возникающие после ожогов и физических раздражений, волдырями.